# Apucarana Airport
Apucarana Airport (portugisiska: Aeroporto de Apucarana) är en flygplats i Brasilien.   Den ligger i kommunen Apucarana och delstaten Paraná, i den södra delen av landet, 900 km söder om huvudstaden Brasília. Apucarana Airport ligger 791 meter över havet.
Terrängen runt Apucarana Airport är platt åt nordväst, men åt sydost är den kuperad. Apucarana Airport ligger uppe på en höjd. Närmaste större samhälle är Apucarana, 10,1 km nordväst om Apucarana Airport.
Trakten runt Apucarana Airport består till största delen av jordbruksmark. Runt Apucarana Airport är det ganska tätbefolkat, med 52 invånare per kvadratkilometer.